# Daniel Narcisse

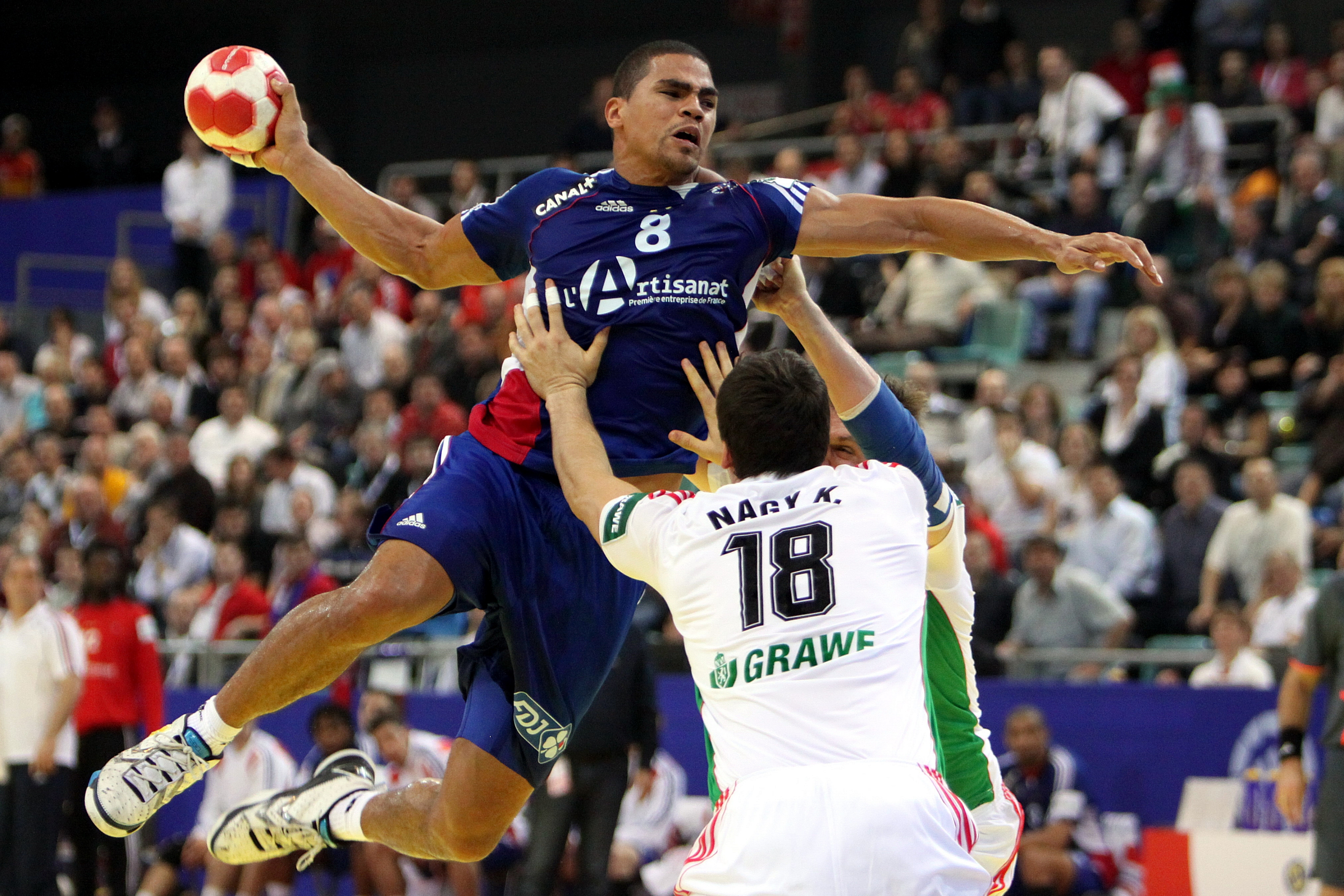
Daniel Narcisse (2010)

Daniel Narcisse (* 16. Dezember 1979 in Saint-Denis, Réunion) ist ein ehemaliger französischer Handballspieler. Er wurde zum Welthandballer 2012 gewählt.

## Karriere

### Verein
In seiner Jugend spielte Narcisse noch bei Joinville und Chauron auf Réunion, bevor er dann 1998 nach seinem Umzug auf das französische Festland bei Chambéry Savoie HB in der 1. französischen Handballliga anheuerte. Mit den Savoyern wurde er 2001 französischer Meister und gewann den Ligapokal.
2004 wurde er vom deutschen Verein VfL Gummersbach unter Vertrag genommen, obwohl er zu diesem Zeitpunkt gerade verletzt war. Dafür durften die Gummersbacher allerdings in seinen Vertrag eine einseitige Option auf eine Vertragsverlängerung einbauen. In der 1. Handball-Bundesliga avancierte Narcisse zum Topstar und Leistungsträger seines Vereins, sodass die Gummersbacher 2006 ihre Option zogen. Narcisse hatte aber aus privaten Gründen vor, nach Chambéry zurückzukehren, und dort bereits einen Vertrag ab Sommer 2007 unterschrieben. So kam es zu Gerichtsverhandlungen; in zwei Instanzen erklärten die Richter die einseitige Option für unzulässig, Narcisse wurde als für Chambéry spielberechtigt erklärt und die Gummersbacher Forderungen nach einer Ablöse in Höhe von 300.000 € wurden zurückgewiesen.
2009 wechselte Narcisse zum THW Kiel, mit dem er 2010 Champions-League-Sieger und Deutscher Meister wurde. Nach einer langen Verletzungspause wegen eines Kreuzbandrisses im linken Knie gewann er 2011 mit Kiel den DHB-Pokal, den Super Globe und den DHB-Supercup. 2012 gewann er mit Kiel das Triple, sprich die Meisterschaft, den DHB-Pokal und die Champions-League. Da die Meisterschaft mit 68:0 Punkten eingefahren wurde, ging diese Saison in die Geschichtsbücher des Sportes ein. Im August 2012 folgte der Gewinn des DHB-Supercups. Im Januar 2013 wurde er zum Welthandballer des Jahres 2012 gewählt. Nach der Saison 2012/13 wechselte Narcisse zu Paris Saint-Germain. Vor seinem Wechsel gewann er mit dem THW 2013 den DHB-Pokal und die Deutsche Meisterschaft. 2014, 2015 und 2018 gewann er mit Paris den französischen Pokal sowie 2015, 2016, 2017 und 2018 die französische Meisterschaft. Nach der Saison 2017/18 beendete er seine Karriere.

### Nationalmannschaft
Daniel Narcisse bestritt insgesamt 311 Länderspiele für die französische Nationalmannschaft. 2001, 2009, 2015 und 2017 wurde er mit Frankreich Weltmeister; 2006, 2010 und 2014 wurde er Europameister. Bei der WM 2005 und der EM 2008 holte er jeweils Bronze, bei letzterer wurde er zum besten linken Rückraumspieler des Turniers gewählt. Bei den Olympischen Spielen 2008 holte er sich die Goldmedaille. Im Sommer 2012 nahm er an den Olympischen Spielen in London teil und gewann mit Frankreich erneut die Goldmedaille. Bei den Olympischen Spielen 2016 in Rio de Janeiro gewann er die Silbermedaille. Am 21. März 2017 kündigte er schließlich seinen Rücktritt aus der Nationalmannschaft an.

## Ehrungen
- Welthandballer des Jahres 2012
- Im Jahr 2012 wurde Narcisse Ritter der französischen Ehrenlegion.[8]
- Mitglied der Hall of Fame der Europäischen Handballföderation seit 2023[9]

## Sonstiges
Narcisse ist verheiratet und hat zwei Kinder. Sein Sohn Noa Narcisse spielt ebenfalls Handball.
Im Juni 2024 trug Narcisse im Vorfeld der Olympischen Spiele in Paris die olympische Fackel auf einem Teilstück der 30. Etappe auf Réunion.

## Bundesligabilanz
| Saison    | Verein          | Spielklasse | Spiele | Tore | 7-Meter | Feldtore |
| --------- | --------------- | ----------- | ------ | ---- | ------- | -------- |
| 2004/05   | VfL Gummersbach | Bundesliga  | 34     | 182  | 1       | 181      |
| 2005/06   | VfL Gummersbach | Bundesliga  | 34     | 177  | 0       | 177      |
| 2006/07   | VfL Gummersbach | Bundesliga  | 27     | 154  | 3       | 151      |
| 2009/10   | THW Kiel        | Bundesliga  | 24     | 82   | 0       | 82       |
| 2010/11   | THW Kiel        | Bundesliga  | 9      | 17   | 0       | 17       |
| 2011/12   | THW Kiel        | Bundesliga  | 32     | 85   | 0       | 85       |
| 2012/13   | THW Kiel        | Bundesliga  | 28     | 79   | 0       | 79       |
| 2006–2013 | gesamt          | Bundesliga  | 188    | 776  | 4       | 772      |